# يوغاني
اليوغاني (باللاتينية: Euganei, Euganeorum) و(باليونانية: εὐγενής)‏ (eugenēs، "حسن المولد") كانت مجموعة عرقية إيطاليقية بدائية [الإنجليزية] شبه أسطورية سكنت منطقة بين البحر الأدرياتيكي وجبال الألب الرايتية [الإنجليزية]. بعد ذلك، طردهم قدماء الفينيتو إلى المنطقة الواقعة بين نهر آدجة وبحيرة كومو، حيث بقوا حتى أوائل الإمبراطورية الرومانية.
ربما كانوا شعبًا ما قبل الهندو أوروبية، مرتبطين عرقيًا بالإنغوني [الإنجليزية]، كما يوحي تشابه الأسماء. وفقًا لبلينوس الأكبر، كان شعب ستوني من ترينتينو من نفس سلالة الأوغاني.
أحصى كاتو الأكبر، في كتاب الأصول (بالإنجليزية: Origines)‏ المفقود، من بين القبائل اليوغانية الرئيسة، التريومبليني من فال ترومبيا [الإنجليزية]
والكاموني [الإنجليزية] من فال كامونيكا [الإنجليزية].
وفقًا لليفيوس، فقد هزمهم قدماء الفينيتو والطروادة. استقر أحفادهم غرب نهر أثيسيس (آدجة) ، حول بحيرات سيبينوس وإدروس وبيناكوس، حيث استوطنوا 34 مدينة، والتي اعترف أغسطس بحقوق [الإنجليزية] البلديات اللاتينية.

## روابط خارجية
- ليفيوس، في حالة الشرط ، 1: 1
- تاريخ الفينيتو
- شبه الجزيرة الإيطالية